# Spathuliger decoratus
Spathuliger decoratus är en skalbaggsart som beskrevs av Auguste Vinson 1963. Spathuliger decoratus ingår i släktet Spathuliger och familjen långhorningar. Inga underarter finns listade i Catalogue of Life.